# Carpodesmia
Genre
Carpodesmia est un genre d’algues brunes de la famille des Sargassaceae.

## Liste des espèces
Selon AlgaeBase (29 août 2020) :
- Carpodesmia amentacea (C.Agardh) Orellana & Sansón
- Carpodesmia barbatula (Kütz.) Orellana & Sansón
- Carpodesmia brachycarpa (J.Agardh) Orellana & Sansón
- Carpodesmia crinita (Duby) Orellana & Sansón
- Carpodesmia funkii (Schiffner ex Gerloff & Nizam.) Orellana & Sansón
- Carpodesmia mediterranea (Sauv.) Orellana & Sansón
- Carpodesmia opuntioides (Bory ex Montagne) Kützing = Carpodesmia zosteroides (Turner) Grev.
- Carpodesmia tamariscifolia (Hudson) Orellana & Sansón
- Carpodesmia zosteroides (Turner) Grev. - espèce type